# Цеглінген
Цеглінген (нім. Zeglingen) — громада  в Швейцарії в кантоні Базель-Ланд, округ Зіссах.

## Географія
Громада розташована на відстані близько 65 км на північний схід від Берна, 15 км на південний схід від Лісталя.
Цеглінген має площу 7,9 км², з яких на 6,2% дозволяється будівництво (житлове та будівництво доріг), 48,5% використовуються в сільськогосподарських цілях, 45,3% зайнято лісами, 0% не є продуктивними (річки, льодовики або гори).

## Демографія
2019 року в громаді мешкало 493 особи (+7,9% порівняно з 2010 роком), іноземців було 6,9%. Густота населення становила 62 осіб/км².
За віковим діапазоном населення розподілялося таким чином: 21,9% — особи молодші 20 років, 57,2% — особи у віці 20—64 років, 20,9% — особи у віці 65 років та старші. Було 207 помешкань (у середньому 2,4 особи в помешканні).
Із загальної кількості 117 працюючих 49 було зайнятих в первинному секторі, 16 — в обробній промисловості, 52 — в галузі послуг.